# 크노커헤이스트

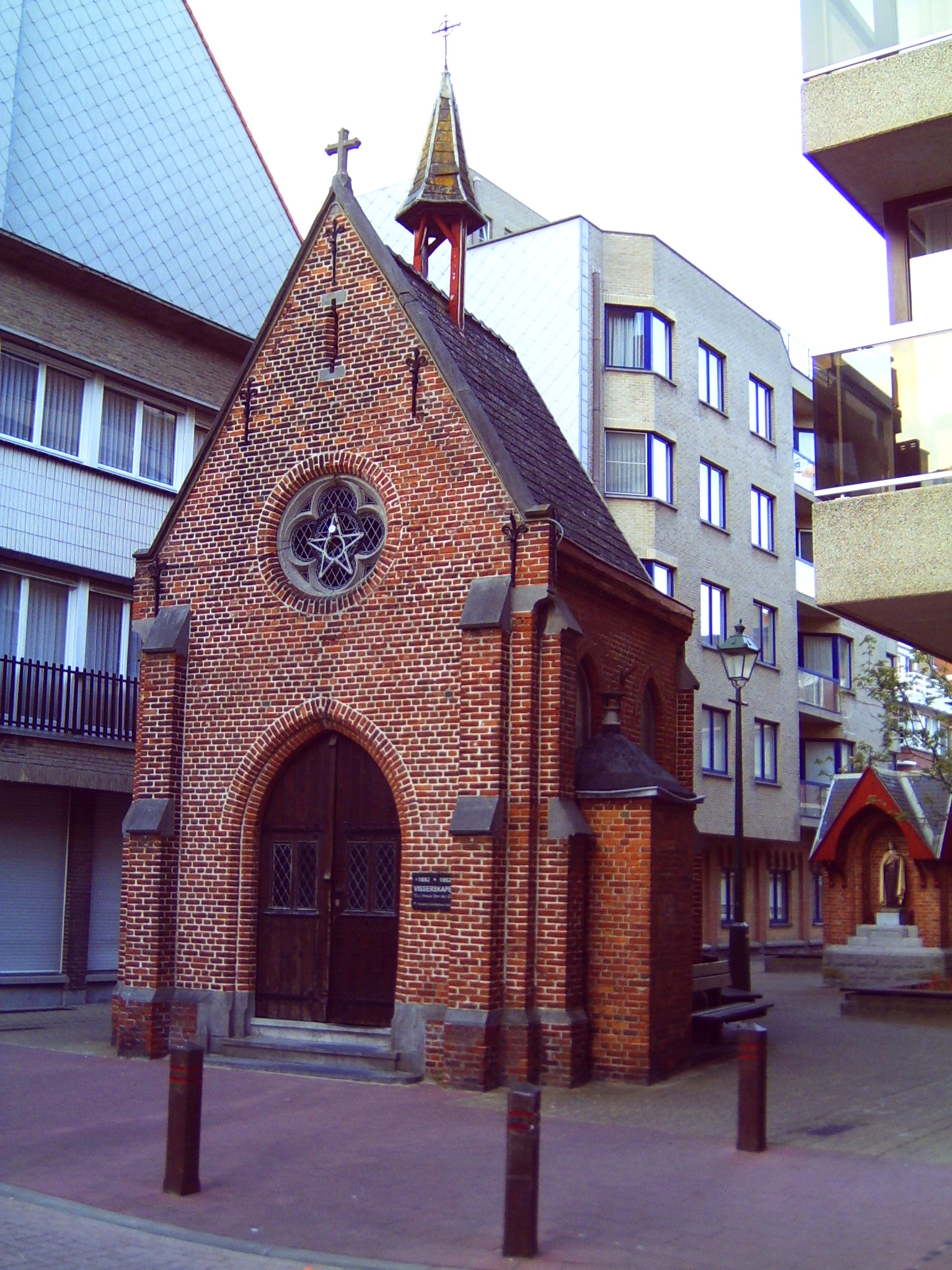
크노커헤이스트

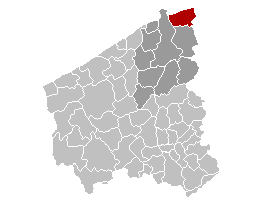
크노커헤이스트의 위치

크노커헤이스트(네덜란드어: Knokke-Heist)는 벨기에 플란데런 지역 베스트플란데런주에 위치한 도시로 면적은 56.44km2, 인구는 34,004명(2013년 1월 1일 기준), 인구 밀도는 600명/km2이다.

시기
시 문장

## 같이 보기
- 지명
  - 브뤼허
  - 즈윈 - 유럽 북해의 벨기에와 네덜란드 국경 사이에 있는 해안의 천연보호구역.